# Plocama calabrica
La putoria delle rocce (Plocama calabrica (L.f.) M.Backlund & Thulin) è una piantea erbacea della famiglia delle Rubiacee, diffusa nel bacino del Mediterraneo.

## Descrizione

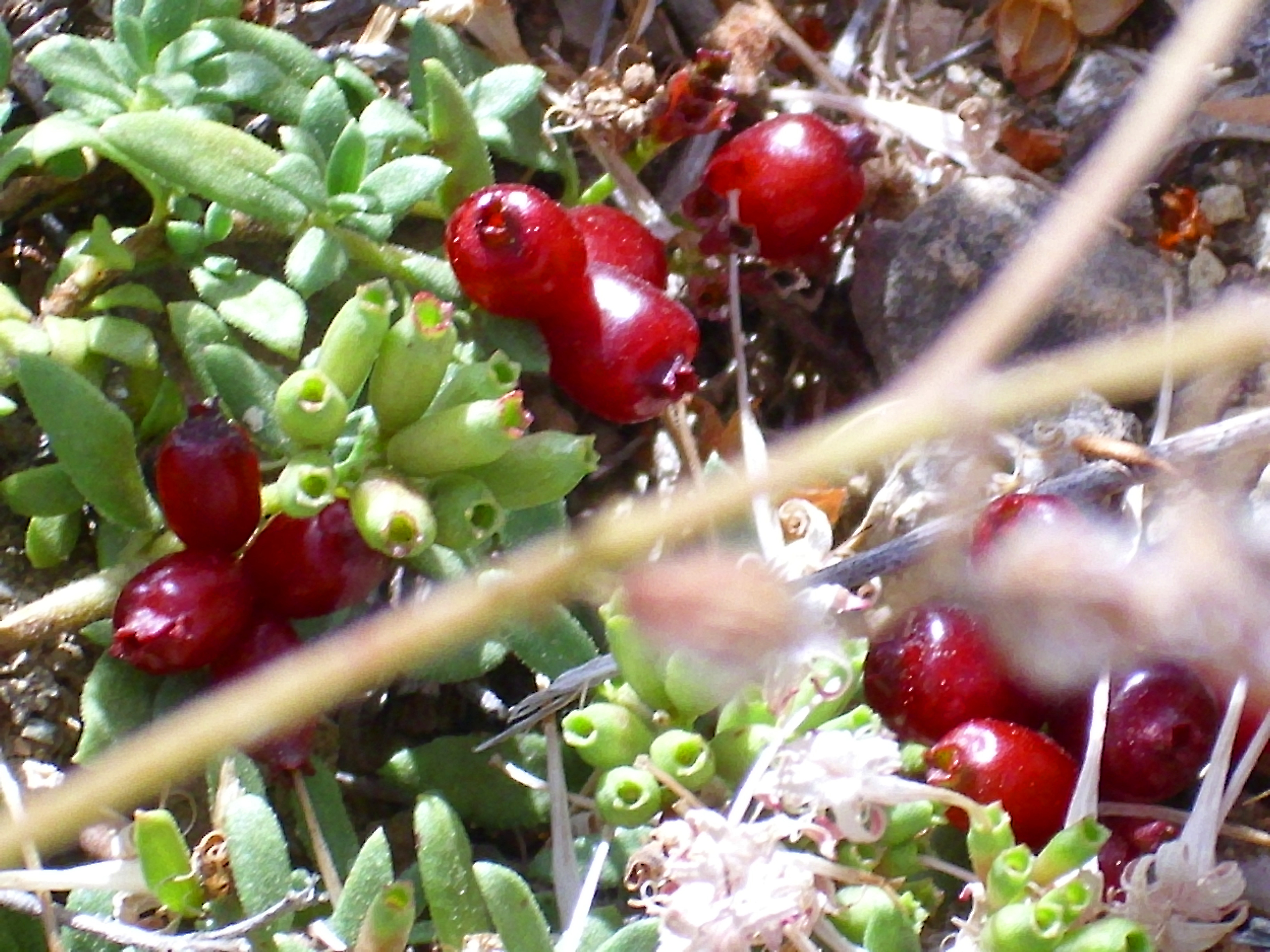
Frutti

È una specie rupestre con fusti legnosi striscianti e foglie carnose opposte, lunghe 20–30 mm, stipolate. I fiori, di colore dal rosa pallido al lilla, sono riuniti in dense infiorescenze terminali. Il frutto è una drupa rossastra, contente due semi.

## Distribuzione e habitat
La specie è presente in Europa meridionale, Nord Africa e Medio Oriente. In Italia la sua presenza è limitata a Puglia, Basilicata, Calabria e Sicilia.
Cresce sulle rupi calcaree, dal livello del mare sino a 900 m di altitudine.